# Modulazione di ampiezza
In telecomunicazioni, la modulazione di ampiezza, sigla AM (dall'analogo termine inglese amplitude modulation), è una tecnica di trasmissione usata per trasmettere informazioni utilizzando un segnale a radiofrequenza come segnale portante.
Consiste nel modulare l'ampiezza del segnale radio che si intende utilizzare per la trasmissione (detto portante) in maniera proporzionale all'ampiezza del segnale che si intende trasmettere (modulante) e che contiene informazione.

## Caratteristiche
È piuttosto semplice da realizzare ed è perciò stata utilizzata agli albori delle trasmissioni radio. Nel caso della trasmissione binaria, così come in telegrafia, ad una potenza bassa corrisponde lo zero mentre ad una potenza alta corrisponde l'uno. I principali inconvenienti che si hanno sono da una parte l'estrema sensibilità ai disturbi ed alle condizioni di propagazione in quanto qualsiasi disturbo nonché le variazioni aleatorie dell'attenuazione offerte dal mezzo trasmissivo durante la propagazione, specie nel caso di canale radio, si vanno di fatto a sommare direttamente in ampiezza al segnale che si sta trasmettendo falsandone così il trasporto di informazione cioè introducendo errori, dall'altra la poca efficienza che richiede l'uso di potenze maggiori per coprire le stesse distanze.

## Descrizione

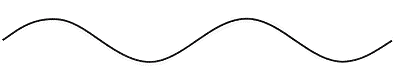
Figura 1: segnale modulante

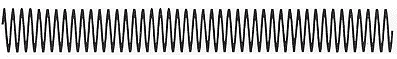
Figura 2: segnale portante

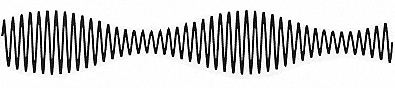
Figura 3: segnale modulato

Supponiamo che la modulante sia periodica con pulsazione angolare {\displaystyle \omega =2\pi F}:
nella quale per semplicità poniamo {\displaystyle \varphi =0}, mentre la portante con frequenza maggiore sia
La modulazione si effettua grazie a due circuiti elettrici, nello specifico un moltiplicatore (con costante moltiplicativa K) e un sommatore:
Il segnale modulato in ampiezza assume l'espressione
Essendo {\displaystyle \omega _{p}\gg \omega _{m}}, in un periodo del segnale modulante è contenuto un numero elevatissimo di oscillazioni del segnale portante.
L'espressione del segnale modulato si può porre nella forma
Il fattore {\displaystyle m_{a}=K_{a}{\frac {V_{m}}{V_{p}}}} prende il nome di indice o profondità di modulazione e deve essere {\displaystyle m_{a}\leq \ 1} affinché l'inviluppo del segnale modulato abbia lo stesso andamento dell'informazione da trasmettere. Per {\displaystyle m_{a}>1} il segnale {\displaystyle v(t)} si dice in sovramodulazione. In tal caso si introducono notevoli distorsioni nell'inviluppo del segnale modulato che non consentono, in ricezione, una ricostruzione fedele dell'informazione. Normalmente {\displaystyle m_{a}\cong \ 80\%}.
Se {\displaystyle m_{a}>1}, si parla di sovramodulazione e pertanto il segnale risultante assumerà la seguente forma:

## Spettro di frequenza di un segnale AM
Lo spettro di frequenza del segnale modulato, ottenuto attraverso la trasformata di Fourier della portante modulata in ampiezza, è un grafico che rappresenta l'ampiezza di ogni componente armonica del segnale. Infatti ogni segnale periodico è scomponibile in una somma di segnali sinusoidali (sviluppo in serie di Fourier) quindi il segnale modulato è lui stesso una somma di segnali sinusoidali.
Sviluppando la (1) e applicando le formule di Werner si ha:
{\displaystyle v_{s}(t)=V_{p}[1+m_{a}\cos(\omega _{m}t)]\cos(\omega _{p}t)=V_{p}\cos(\omega _{p}t)+V_{p}m_{a}\cos(\omega _{m}t)\cos(\omega _{p}t)={\frac {V_{p}m_{a}}{2}}\cos((\omega _{p}-\omega _{m})t)+V_{p}\cos(\omega _{p}t)+{\frac {V_{p}m_{a}}{2}}\cos((\omega _{p}+\omega _{m})t)}
Se si applica la Trasformata di Fourier ai tre contributi cosinusoidali di {\displaystyle v_{s}(t)}si ottengono infatti tre delta di Diràc, centrate rispettivamente nelle frequenze {\displaystyle {f_{p}+f_{m},f_{p}}}e {\displaystyle f_{p}-f_{m}}dove, ricordiamo che {\displaystyle f_{p}\gg f_{m}}per assunto precedente. Si nota quindi come un segnale in modulazione di ampiezza sia costituito dalla portante più due componenti cosinusoidali dette righe o, più in generale, bande laterali. La larghezza di banda o banda di frequenza risulta essere {\displaystyle Bf=(f_{p}+f_{m})-(f_{p}-f_{m})=2f_{m}} dove {\displaystyle f_{m}} è la frequenza del segnale modulante e {\displaystyle f_{p}} è quella della portante.
Questo fatto giustifica la necessità d'uso di una banda di frequenze per trasmettere un certo flusso informativo attraverso una certa portante se modulato in ampiezza.

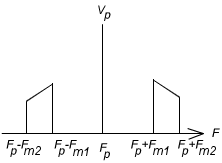
Spettro del segnale modulante e di un segnale AM

In figura si mostra lo spettro di frequenza del segnale modulante denominato segnale in banda base. Tale spettro si estende tra {\displaystyle f_{min}} e {\displaystyle f_{max}} ed è stato indicato con un triangolo rettangolo, come si è soliti fare in campo telefonico. La modulazione di ampiezza ha prodotto, sostanzialmente la traslazione o conversione di frequenza della banda base generando due bande: la banda laterale inferiore e la banda laterale superiore. Per tale motivo la modulazione AM è nota anche come modulazione in banda traslata.
Utilizzando un filtro passa banda è possibile, ad esempio, estrarre la sola banda laterale superiore.
Indicando con {\displaystyle m_{1},m_{2},m_{3},\dots } gli indici di modulazione di ciascuna componente armonica, l'indice di modulazione complessivo è: {\displaystyle m_{a}={\sqrt {m_{1}^{2}+m_{2}^{2}+m_{3}^{2}+\dots }}}.
La larghezza di banda risulta: {\displaystyle 2f_{max}}. Nelle trasmissioni radiofoniche il segnale modulante è il suono il cui campo di frequenza si estende tra 20 Hz e 20 kHz. La larghezza del canale AM di un segnale sonoro, quindi, dovrebbe occupare una banda {\displaystyle B=40} kHz. Per aumentare il numero delle stazioni radio si deve ridurre la larghezza di banda da assegnare a ciascuno di essi; si è stabilito, attraverso accordi internazionali, di fissare la larghezza di banda a 10 kHz, tranne in Europa, dove è 9 kHz. Ciò limita la risposta in frequenza del segnale audio ad un massimo di 4,5 kHz (Europa) oppure 5 kHz (resto del mondo).
Nella radiodiffusione in onde medie le trasmissioni AM sono allocate in Europa nella gamma di frequenze comprese tra 522 e 1648 kHz, mentre in Nord America il limite superiore è più alto. Avendo assegnato ad ogni canale una banda di 10 kHz (9 kHz in Europa) è possibile trasmettere molte comunicazioni contemporaneamente.

## Potenza e rendimento di un segnale AM
Se si indica con R la resistenza di uscita del circuito modulatore, la potenza complessiva del segnale AM è la somma di quella associata alla portante {\displaystyle P_{p}} più quella delle due oscillazioni laterali, inferiore {\displaystyle P_{bi}} e superiore {\displaystyle P_{bs}}: {\displaystyle P_{tot}=P_{p}+P_{bi}+P_{bs}}.
Oppure sfruttando l'indice di modulazione {\displaystyle m_{a}}:
{\displaystyle P_{tot}=P_{p}\cdot (1+2\cdot {\frac {m_{a}^{2}}{4}})=P_{p}\cdot (1+{\frac {m_{a}^{2}}{2}})}
Si definisce rendimento di modulazione il rapporto tra la potenza associata alla informazione e quella totale. Poiché la portante è un segnale privo di informazione e le due bande laterali contengono il medesimo contenuto informativo, l'informazione è contenuta in una sola banda laterale. Per cui:
{\displaystyle \eta ={\frac {P_{bi}}{P_{tot}}}}
Che è uguale a:
{\displaystyle \eta ={\frac {m_{a}^{2}}{2\cdot m_{a}^{2}+4}}}
Nel caso limite {\displaystyle m_{a}=1} si ha {\displaystyle \eta ={\frac {1}{6}}=16,7\%}.
Il basso rendimento si giustifica tenendo presente che la maggior parte della potenza è associata alla portante che non contiene l'informazione da trasmettere.

## Metodi per ottenere la modulazione AM

Un segnale trasmesso tramite la tecnica AM ed FM.

La modulazione di ampiezza si realizza, normalmente, applicando il segnale portante in alta frequenza all'ingresso di un amplificatore (a transistor, JFET, ecc.) caratterizzato da un'amplificazione {\displaystyle A_{0}}.
Il segnale modulante {\displaystyle v_{m}}, è inserito nell'amplificatore in modo da rendere l'amplificazione {\displaystyle A_{0}} direttamente dipendente dall'ampiezza del segnale {\displaystyle v_{m}}. Ciò consente di ottenere un segnale con la stessa frequenza della portante ma con ampiezza variabile proporzionalmente al segnale modulante.,
I modulatori usati sono il Modulatore di collettore, realizzato con un amplificatore a transistor, e il Modulatore quadratico realizzato con un amplificatore a JFET.

## Demodulazione AM
La demodulazione o rivelazione è un'operazione che consente di estrarre, da un segnale modulato in ampiezza, l'informazione in bassa frequenza. Nell'operazione di demodulazione si realizza una conversione di frequenza che a partire dallo spettro del segnale AM permette di ricostruire il segnale in banda base.
La demodulazione è, normalmente, realizzata utilizzando un dispositivo non lineare, che nella maggior parte dei casi è un diodo, seguito da un filtro passa basso in grado di ricostruire l'inviluppo del segnale AM.
Il rivelatore che trova le maggiore applicazione pratica è il rivelatore d'inviluppo a diodo.

## Trasmissioni AM DSB e SSB
Per aumentare il rendimento di modulazione si impiegano due tecniche denominate DSB (Double Side Band) e SSB (Single Side Band).
La DSB consiste nel sopprimere la portante e trasmettere solo le bande laterali. Il segnale trasmesso è, in questo caso, costituito dal solo prodotto di modulazione e il rendimento di modulazione teorico diventa 50%. L'apparato ricevente, per poter estrarre il segnale modulante, deve ricostruire il segnale AM completo di portante.
Nella SSB, invece si trasmette una sola banda laterale (o la superiore o l'inferiore). Oltre ad un miglioramento in termini di potenza trasmessa (rendimento teorico del 100%), si ottiene anche una riduzione della larghezza di banda del  canale di trasmissione, cosa abbastanza utile nei sistemi di trasmissione a banda stretta come quelli telefonici, garantendo così una migliore efficienza spettrale.